# Matinicus Isle
Matinicus Isle ist eine Plantation im Knox County des Bundesstaates Maine in den Vereinigten Staaten. Im Jahr 2020 lebten dort 53 Einwohner in 147 Haushalten auf einer Fläche von 26 km².

## Geografie
Nach dem United States Census Bureau hat Matinicus Isle eine Gesamtfläche von 26 km², von der 6 km² Land sind und 20 km² aus Gewässern bestehen.

### Geografische Lage
Die Town Matinicus Isle umfasst mehrere Inseln in der Penobscot Bay des Atlantischen Ozeans. Zu den größeren und bekannteren Inseln gehören: Matinicus Island, No Mans Land (Nomansland) und Tenpound Island. Die Oberfläche ist eben, ohne nennenswerte Erhebungen.

### Nachbargemeinden
Alle Entfernungen sind als Luftlinien zwischen den offiziellen Koordinaten der Orte aus der Volkszählung 2010 angegeben.
- Norden: Vinalhaven, 24,5 km
- Nordosten: Isle au Haut, 42,9 km
- Süden: Criehaven, Unorganized Territory, 14,9 km
- Westen: St. George, 24,9 km
- Nordwesten: South Thomaston, 14,9 km
- Nordnordwesten: Owls Head, 9,7 km

### Stadtgliederung
In Matinicus Isle gibt es nur das Siedlungsgebiet Matinicus.

### Klima
Die mittlere Durchschnittstemperatur in Matinicus Isle liegt zwischen −6,8 °C (20 °Fahrenheit) im Januar und 20,6 °C (69 °Fahrenheit) im Juli. Damit ist der Ort gegenüber dem langjährigen Mittel der USA um etwa 6 Grad kühler. Die Schneefälle zwischen Oktober und Mai liegen mit bis zu zweieinhalb Metern mehr als doppelt so hoch wie die mittlere Schneehöhe in den USA; die tägliche Sonnenscheindauer liegt am unteren Rand des Wertespektrums der USA.

## Geschichte
Französische Fischer nutzten bereits früh die Inseln. Erste Erwähnung fanden sie in einem Schreiben von John Josselyn aus dem Jahr 1671, in dem er berichtete, dass auf den Inseln Häuser, Kühe, Ackerland und Weiden zu finden sind. Als Standort für die Fischerei nutzte ab 1728 William Vaughn die Inseln. Nachdem er seine Boote im Jahr 1757 abgezogen hatte, fand ein Überfall auf Ebenezer Hall und seine Familie statt, die als einzige auf der Insel zurückgeblieben waren.
Hall hatte sich als erster permanenter europäischer Siedler auf Matinicus Isle mit seiner Familie im Jahr 1751 niedergelassen. Er machte sich das Land durch Brandrodung nutzbar und entzog dadurch den Penobscots, die die Inseln seit Generationen saisonal genutzt hatten, die Grundlage. Die Penobscot schrieben einen Protestbrief an Spencer Phips, dem Stellvertretenden Gouverneur der Province of Massachusetts Bay, welcher erfolglos blieb. Anschließend brannten sie das Haus von Hall nieder und töteten Hall, nahmen seine Frau und zwei Töchter gefangen. Ein Sohn konnte entkommen, ein anderer befand sich zu dem Zeitpunkt auf dem Festland. Ein Sohn kehrte später mit seiner Familie zurück auf die Insel.
Um den Bewohnern das Wahlrecht zu ermöglichen, wurde am 22. Oktober 1840 das Gebiet als Matinicus Isle Plantation organisiert. Es umfasste die Inseln Matinicus Island, Matinicus Rock, Wooden Ball Island und Ragged Island. Ragged Island, Wooden Ball Island, Seal Island und Matinicus Rock wurden im Jahr 1897 abgespalten und als Criehaven Plantation organisiert. Dies endete im Jahr 1925, als die Organisation von Criehaven Plantation aufgehoben wurde.

### Einwohnerentwicklung
| Volkszählungsergebnisse – Town of Matinicus Isle, Maine | Volkszählungsergebnisse – Town of Matinicus Isle, Maine | Volkszählungsergebnisse – Town of Matinicus Isle, Maine | Volkszählungsergebnisse – Town of Matinicus Isle, Maine | Volkszählungsergebnisse – Town of Matinicus Isle, Maine | Volkszählungsergebnisse – Town of Matinicus Isle, Maine | Volkszählungsergebnisse – Town of Matinicus Isle, Maine | Volkszählungsergebnisse – Town of Matinicus Isle, Maine | Volkszählungsergebnisse – Town of Matinicus Isle, Maine | Volkszählungsergebnisse – Town of Matinicus Isle, Maine | Volkszählungsergebnisse – Town of Matinicus Isle, Maine |
| Jahr                                                    | 1700                                                    | 1710                                                    | 1720                                                    | 1730                                                    | 1740                                                    | 1750                                                    | 1760                                                    | 1770                                                    | 1780                                                    | 1790                                                    |
| ------------------------------------------------------- | ------------------------------------------------------- | ------------------------------------------------------- | ------------------------------------------------------- | ------------------------------------------------------- | ------------------------------------------------------- | ------------------------------------------------------- | ------------------------------------------------------- | ------------------------------------------------------- | ------------------------------------------------------- | ------------------------------------------------------- |
| Einwohner                                               |                                                         |                                                         |                                                         |                                                         |                                                         |                                                         |                                                         |                                                         |                                                         | 59                                                      |
| Jahr                                                    | 1800                                                    | 1810                                                    | 1820                                                    | 1830                                                    | 1840                                                    | 1850                                                    | 1860                                                    | 1870                                                    | 1880                                                    | 1890                                                    |
| Einwohner                                               | 53                                                      | 95                                                      | 105                                                     | 145                                                     | 192                                                     | 220                                                     | 276                                                     | 277                                                     | 243                                                     | 196                                                     |
| Jahr                                                    | 1900                                                    | 1910                                                    | 1920                                                    | 1930                                                    | 1940                                                    | 1950                                                    | 1960                                                    | 1970                                                    | 1980                                                    | 1990                                                    |
| Einwohner                                               | 184                                                     | 179                                                     | 140                                                     | 156                                                     | 112                                                     | 188                                                     | 100                                                     | 90                                                      | 66                                                      | 67                                                      |
| Jahr                                                    | 2000                                                    | 2010                                                    | 2020                                                    | 2030                                                    | 2040                                                    | 2050                                                    | 2060                                                    | 2070                                                    | 2080                                                    | 2090                                                    |
| Einwohner                                               | 51                                                      | 74                                                      | 53                                                      |                                                         |                                                         |                                                         |                                                         |                                                         |                                                         |                                                         |

## Kultur und Sehenswürdigkeiten

### Bauwerke

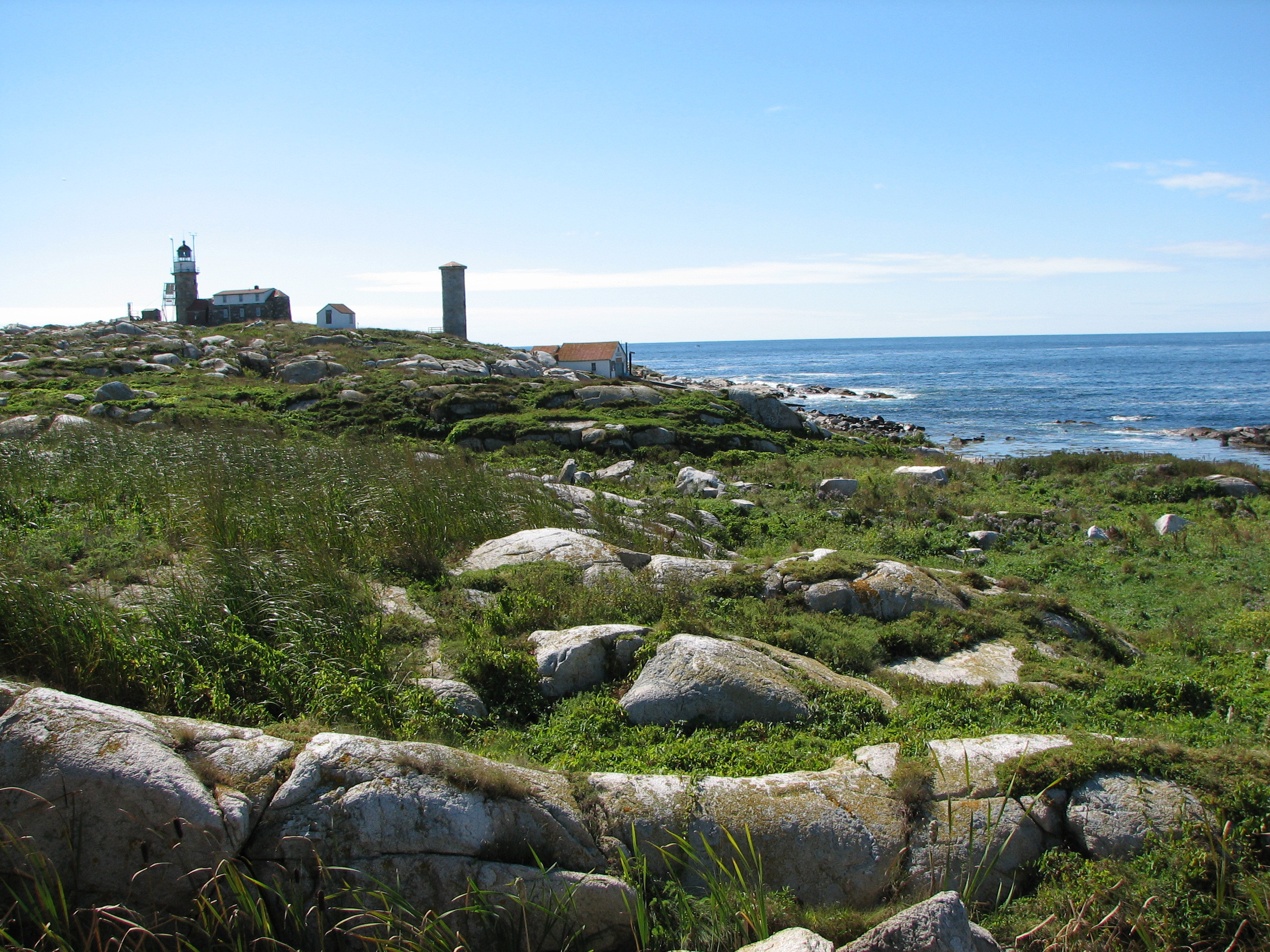
Matinicus Rock Light Station

Der Leuchtturm Matinicus Rock Light Station 1988 unter Denkmalschutz gestellt und unter der Register-Nr. 88000149 ins National Register of Historic Places aufgenommen.

## Wirtschaft und Infrastruktur

### Verkehr
Auf Matinicus Island gelangt man mit dem Matinicus Ferry. Sie verbindet Matinicus Isle mit Rockland. Auf der Insel gibt es mehrere Gemeindestraßen.

### Öffentliche Einrichtungen
Es gibt keine medizinischen Einrichtungen oder Krankenhäuser auf Matinicus Isle. Die nächstgelegenen befinden sich in Rockland.
Auf Matinicus Isle befindet sich die Matinicus Island Library an der South Road.

### Bildung
Die Matinicus Isle School ist eine kleine Gemeindeschule.